# Mistérios da Prainha (Madalena)
Os Mistérios da Prainha são formações lávicas localizadas no lugar da Prainha, freguesia de São Caetano, concelho da Madalena do Pico.
Estas formações geológicas tem o nome de Mistérios devido ao facto de a quando do povoamento a lava não ser conhecida pelos povoadores.
Na origem dos Mistérios da Prainha encontra-se uma erupção que os geólogos afirmam se ter localizado no mar, muito perto da costa e que devido a essa proximidade e quantidade de material expelido acabou por se unir à ilha já existente. Esta erupção provocou grande devastação nos campos de cultivo.
Séculos após a ocorrência desta erupção os campos de lava criados encontram-se na sua maioria cobertos por uma vegetação variada e essencialmente arbórea onde variam as espécies endémicas com as introduzidas, facto que levou à sua classificação como Reserva Natural do Mistério da Praínha.
Esta formação apresenta rochas vulcânicas geralmente muito negras "Os mistérios" e de fortes arestas cujas pontas são muito abrasivas.